# Jules François
Emile Jules Marie Joseph baron François (Gingelom, 24 mei 1907 - Zermatt, 13 augustus 1984) was een Belgisch hoogleraar en arts, specialist in de ooggeneeskunde.

## Levensloop
François was een zoon van de apotheker Jules François en van Laure Dormal. Hij trouwde met Marie Lathouwers (1909-1980) en ze kregen een dochter.
Hij promoveerde tot doctor in de geneeskunde aan de Katholieke Universiteit Leuven in 1930 en specialiseerde in de ooggeneeskunde en de oogchirurgie. Hij begon een oftalmologische praktijk in Charleroi. Hij bleef hierbij actief als wetenschappelijk vorser en werd in 1942 hoogleraar aan de Rijksuniversiteit Gent en directeur van de oftalmologische kliniek aan deze universiteit.
Een van zijn voornaamste onderzoeken betrof de gedetailleerde analyse van de anatomie van de centrale aders van het netvlies binnen de oogzenuw. Samen met Guy Verriest ontwierp hij heel wat medische instrumenten voor het meten en behandelen van oogziekten. Hij beschreef ook talrijke oogziekten.
In het begin van zijn carrière bestudeerde hij vooral de algemene oftalmologie, glaucoom, conjunctivitis, de koortstherapie, cataract en biochemie. In de latere jaren concentreerde hij zich vooral op genetische studies, terwijl hij zijn belangstelling behield voor de oogchirurgie, voor oogziekten voortspruitend uit suikerziekte en voor de algemene aspecten van de oftalmologie.
François publiceerde meer dan 1800 wetenschappelijke artikels en was de auteur van vier en dertig boeken of hoofdstukken in wetenschappelijke werken. Sommige werden standaardwerken zoals L’hérédité en ophtalmologie, Les cataractes congénitales en Les hérédo-dégénéréscences chorio-rétiniennes. Hij behoorde ook tot de redactieraad van meer dan dertig medische tijdschriften. Oogspecialisten uit meer dan dertig landen trokken voor hun opleiding naar de universiteit van Gent.
Hij was in zijn beroepsorganisaties actief, onder meer als:
- lid en voorzitter van de Académie royale de médecine de Belgique,
- erelid van de Koninklijke Academie voor Geneeskunde van België,
- voorzitter en erevoorzitter van de International Council of Ophtalmology,
- voorzitter van de International Federation of ophtalmological societies,
- voorzitter en erevoorzitter van de European Ophtalmological Society,
- voorzitter en erevoorzitter van de Academia ophtalmologicalia Internationalis,
- lid van de Académie nationale de médecine de France.

Als eerbetoon voor zijn realisaties werd François door talrijke landen onderscheiden en werd hij eredoctor in eenentwintig universiteiten. Hij was eregast op meer dan tachtig nationale en internationale bijeenkomsten van zijn beroepsgenoten.

## Prijzen
Binnen het beroep werd hij met de meest prestigieuze erkenningen of 'medals' geëerd, onder meer met de
- Gonin Medal,
- Donders Medal,
- Waardenburg Medal,
- Albrecht von Graefe Medal,
- Chibret Medal,
- Duke-Elder Medal.

In 1983 werd hij opgenomen in de Belgische erfelijke adel, met de persoonlijke titel van baron. Zijn wapenspreuk luidde Ex oculo lux.

## Jules Françoisbibliotheek
François liet zijn bibliotheek na aan de Universiteit Gent, meer bepaald aan de Stichting Jules François, op voorwaarde dat zijn collecties zouden worden verder gezet. De meeste oftalmologische tijdschriften van overal ter wereld zijn er aanwezig vanaf hun vroegste publicaties. Het ruime aantal boeken in vele talen verenigt wat over het specifieke domein is gepubliceerd.
De Stichting spant zich in voor het actueel houden van de bibliotheek, met de financiële steun van onder meer de Société belge d'opthalmologie (SBO), het Belgisch oftalmologisch gezelschap (BOG), de Belgian society of cataract and refractive surgeons (BSCRS), de Belgian glaucoma Society (BGS), de Belgian organisation of assistants in ophthalmology (OBAO) en, als belangrijkste ondersteuner, het departement oftalmologie van de Rijksuniversiteit Gent.

## Prijs Jules François
Om de vier jaar verleent de Stichting Jules François een prijs die het werk bekroont van een jonge oftalmoloog (maximumleeftijd 40 jaar) die een betekenisvolle bijdrage heeft geleverd tot de oftalmologische studie.